# Pseudolabrus biserialis
Pseudolabrus biserialis är en fiskart som först beskrevs av Klunzinger, 1880.  Pseudolabrus biserialis ingår i släktet Pseudolabrus och familjen läppfiskar. IUCN kategoriserar arten globalt som livskraftig. Inga underarter finns listade i Catalogue of Life.